# Вила дел Боско
Вѝла дел Бо̀ско (на италиански: Villa del Bosco; на пиемонтски: Villa d'l Bosch, Вила дъл Боск) е село и община в Северна Италия, провинция Биела, регион Пиемонт. Разположено е на 293 m надморска височина. Населението на общината е 379 души (към 2010 г.).